# Cité de l'Ill
La cité de l’Ill est un quartier du nord de Strasbourg. C'est une zone d'habitat social construite à la fin des années 1950.
Administrativement, elle est intégrée au quartier Robertsau - Wacken.

## Historique et urbanisme de la cité de l’Ill

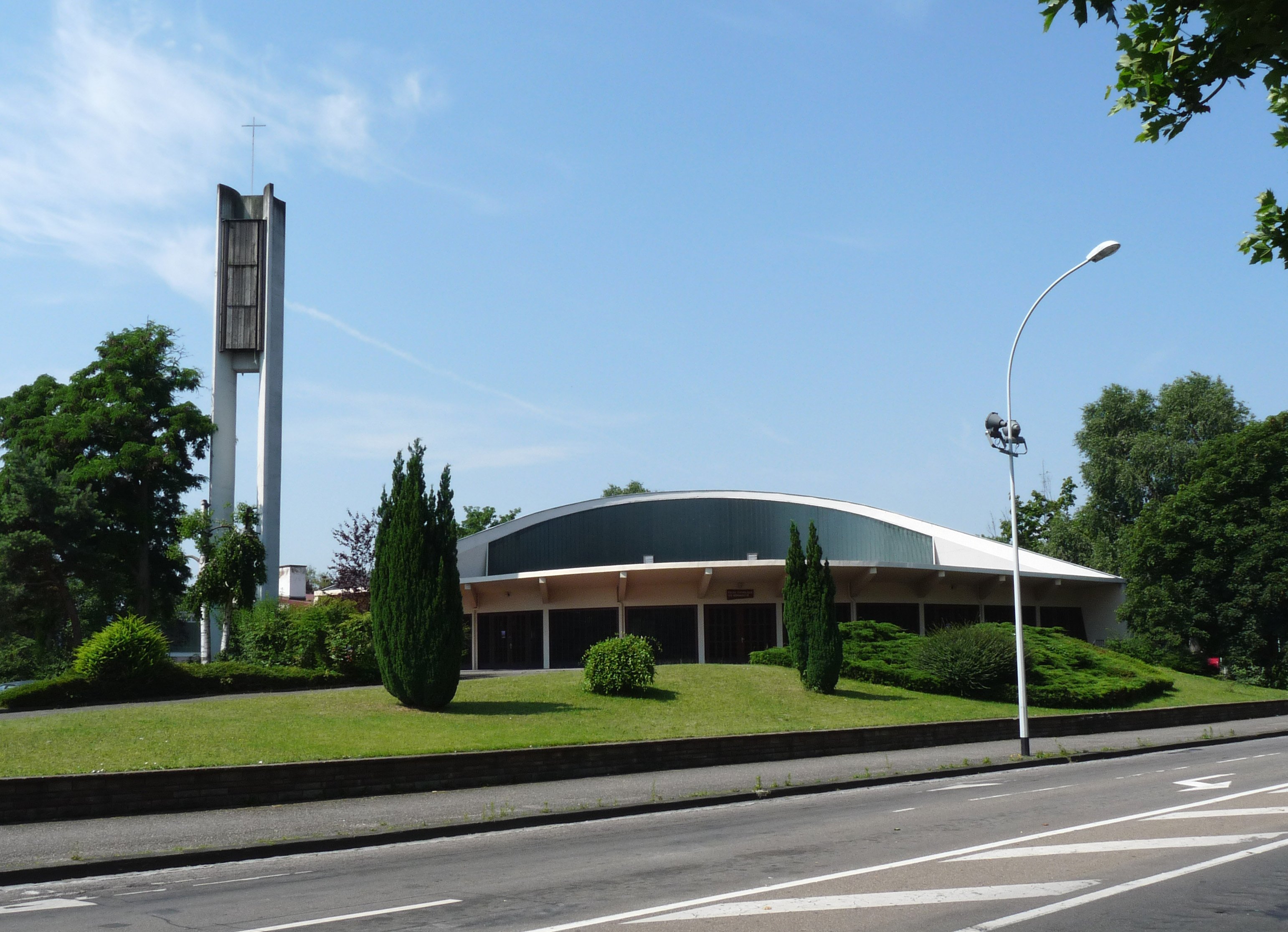
L'église Sainte-Bernadette.

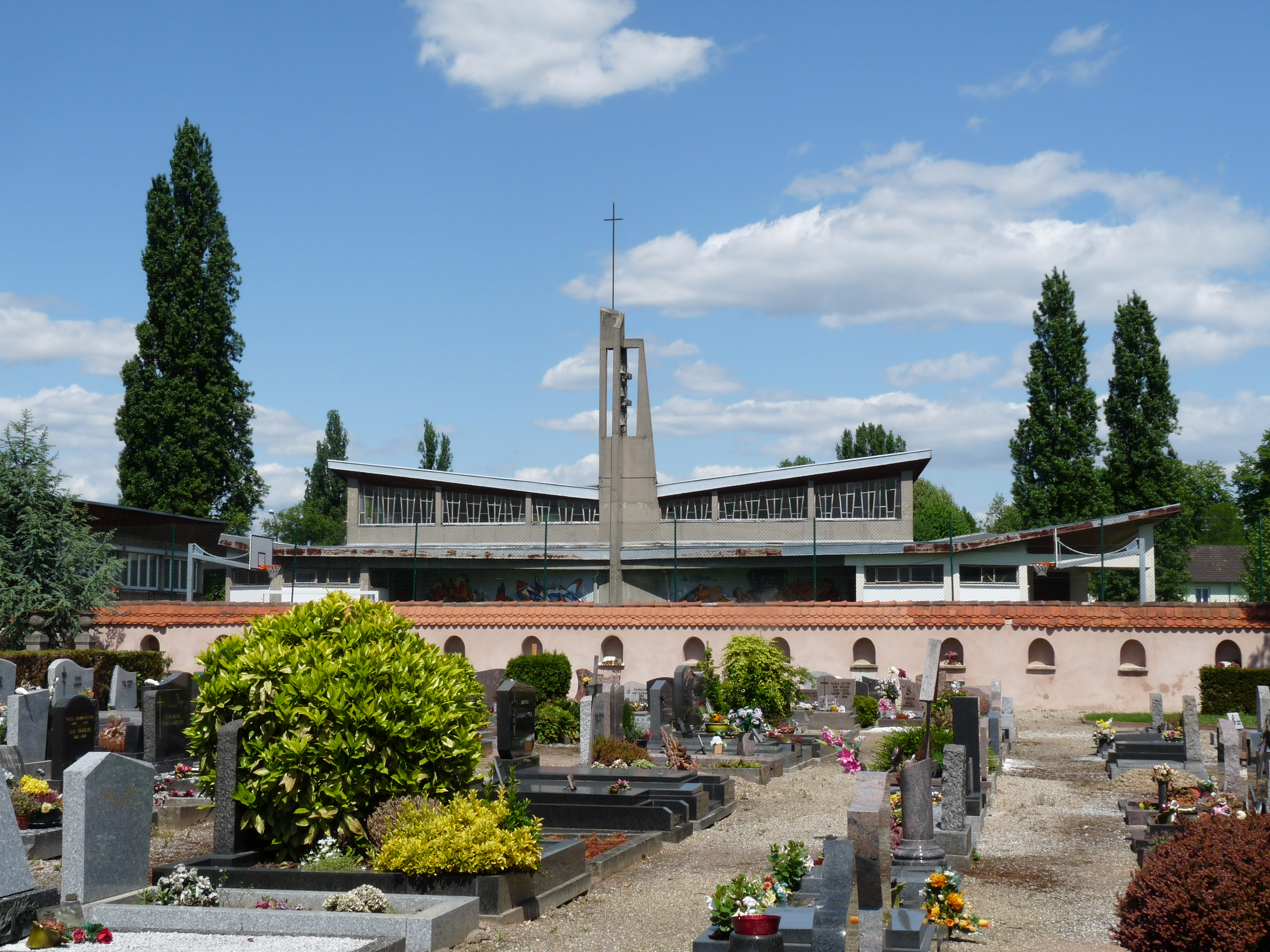
L’église protestante de la cité de l'Ill vue depuis le cimetière Nord.

Après les destructions de la guerre 1939-1945, la pénurie de logements était une des préoccupations de la municipalité. Le maire Charles Frey a proposé en 1951 la constitution d'une société à participation majoritaire de la ville « l'habitation moderne » sous forme de SARL dirigée par un gérant disposant de larges pouvoirs et ayant comme objectif la construction de logements sociaux. Albert Fix proposa en 1957 la construction d'une première tranche de 1500 logements à la cité de l'Ill. La première pierre est posée fin 1957 et la plupart des 46 immeubles sont réalisés entre 1958 et 1962, avec des logements de 2-3-4 et 5 pièces sur 4 étages.
Un bâtiment avec des locaux commerciaux est construit en bordure de la rue de l'Ill. Celui-ci comportait une boulangerie, une boucherie, une épicerie, une pharmacie, un bureau de tabac-papeterie, et par la suite, un bureau de poste, obtenu vers 1970 par l'association des locataires. Deux immeubles-tours clôturent le programme : la tour Kah, avec 60 logements sur 12 étages et la tour Schwab, au 42 rue de l'Ill, avec 19 étages pour une hauteur de 54 m (70 m avec l'antenne), et 90 logements. Dans cette tour étaient prévus des locaux pour les services sociaux, un centre de soins, un dentiste, mais aussi un restaurant et un guichet de banque, aujourd'hui disparus pour laisser place au club de judo « ASCI Judo » et aux locaux associatifs du quartier. Au rez-de-chaussée se trouvait un supermarché Coop et au premier étage le foyer des loisirs aménagé pour les diverses associations créées entre-temps. Au 17e étage était aménagée une salle des fêtes, avec cuisine, mais qui n'existe plus. Le supermarché Coop ferme en 2011, un supermarché halal lui succède mais ferme également en 2013. Il était prévu que l'enseigne de déstockage Noz s'y installe courant 2016 mais le projet est finalement abandonné en fin d'année.
Les écoles élémentaires et maternelles Schwilgue, avec une salle de gymnastique, ont été construites au début des années 1960. L’église catholique Sainte-Bernadette est achevée en 1965 à l'angle des rues de l'Ill et de la Sauer, elle abrite au sous-sol une halte-garderie et une crèche. L'église protestante est érigée rue de l'Ill, en bordure du cimetière Nord en 1966.
En 1973, le chauffage collectif et l'eau chaude sont installés dans tous les logements.
La « résidence des personnes âgées » avec 74 logements sur huit niveaux, comportant au rez-de-chaussée un foyer avec bibliothèque, des salles de réunion et une cuisine est construite en 1975 au 18 rue de la Doller.
De 1977 à 1979, une nouvelle tranche de 7 immeubles de 20 logements a été érigée sur les terrains Gauer, ancien maraîcher. 
La cité de l'Ill compte aujourd'hui 1782 logements répartis dans 57 immeubles pour une population de 6 000 habitants.
La mosquée de la rue de l'Ill, située dans l'alignement des églises protestante et catholique, est inaugurée le 4 juin 2015. La première pierre avait été posée en mars 2012 et le centre culturel attenant doit être achevé en 2016.
Une caserne des Pompiers, le centre de secours nord, est implantée rue de l'Ill.
Le refuge de l'association « les Amis du cheval » se trouve rue Hechner. Le refuge s'étend sur 2 hectares et accueille, en 2016, 14 chevaux, 2 ânes, 6 chèvres et 2 chiens.
Une partie importante de la cité de l'Ill est classée quartier prioritaire de la politique de la ville, avec 3 667 habitants en 2018 et un taux de pauvreté de 45,1 %.